# Maroa (filme)
Maroa é um filme de drama venezuelano de 2006 dirigido e escrito por Solveig Hoogesteijn. Foi selecionado como representante da Venezuela à edição do Oscar 2007, organizada pela Academia de Artes e Ciências Cinematográficas.

## Elenco
- Tristán Ulloa
- Yorlis Domínguez
- Elba Escobar